# Bäckagården
Bäckagården är ett naturreservat i Skövde kommun i Västergötland.
Området är skyddat sedan 1995 och består av 8 hektar ädellövskog. Det ligger 1 km norr om Säters kyrka på Billingens nordostsluttning. 

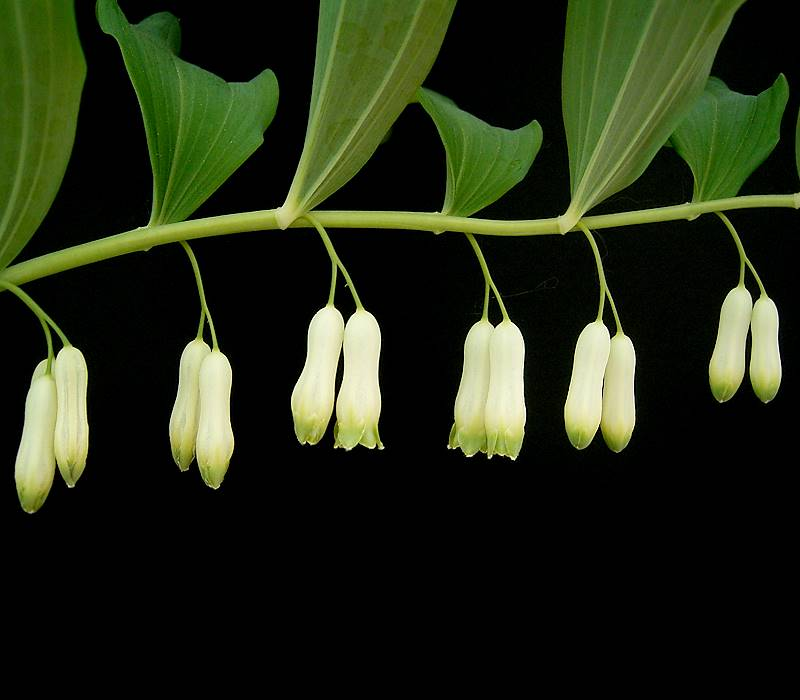
Storrams

Reservatet består till stor del av lövskog av ask, ek, asp, lind och al. Skogen är rik på torrakor och lågor. På marken växer  storrams, ormbär, lungört och vårärt. Inom området finns många mossor, lavar och svampar som gynnas av de gamla ädellövträden och asparna.
Området ingår i EU:s ekologiska nätverk av skyddade områden, Natura 2000.